# Chloebora bramina
Chloebora bramina är en insektsart som beskrevs av Henri Saussure 1884. Chloebora bramina ingår i släktet Chloebora och familjen gräshoppor. Inga underarter finns listade i Catalogue of Life.